# Atelopus vogli
Atelopus vogli era uma espécie de sapo da família Bufonidae. Ele era endêmico na Venezuela. Seu habitat natural eram as florestas úmidas, em áreas tropicais e subtropicais, e rios. Ele não é visto desde 1933 e é considerado extinto pela perda do seu habitat.